# Bahnstrecke Rottweil–Villingen
| Streckennummer (DB): | 4650                 |                                      |                                      |
| Kursbuchstrecke (DB): | 742                  |                                      |                                      |
| Kursbuchstrecke: | 307a (1946)          |                                      |                                      |
| Streckenlänge: | 26,787 km            |                                      |                                      |
| Spurweite: | 1435 mm (Normalspur) |                                      |                                      |
| Streckenklasse: | D4                   |                                      |                                      |
| Streckengeschwindigkeit: | 100 km/h             |                                      |                                      |
| |                      |                                      |                                      |
| \| \| \| von Plochingen \| \| \| \| 0,000 \| Rottweil \| Rottweil \| \| \| \| Neckar \| \| \| \| \| nach Rottweil \| \| \| \| 2,507 \| Rottweil Saline \| Rottweil Saline \| \| \| \| Bahnstrecke Balingen–Rottweil \| \| \| \| \| nach Immendingen \| \| \| \| \| Anschluss Knauf \| \| \| \| 6,100 \| Lauffen (b Rottweil) \| Lauffen (b Rottweil) \| \| \| \| Anschluss Schuler Rohstoffe \| \| \| \| 7,551 \| Deißlingen \| Deißlingen \| \| \| 8,177 \| Deißlingen Mitte \| Deißlingen Mitte \| \| \| 11,422 \| Trossingen Bahnhof \| Trossingen Bahnhof \| \| \| \| nach Trossingen Stadt \| \| \| \| 15,000 \| Mühlhausen (b Schwenningen) \| Mühlhausen (b Schwenningen) \| \| \| \| Industriegebiet Rammelswiesen \| \| \| \| 16,732 \| Villingen-Schwenningen Hammerstatt \| Villingen-Schwenningen Hammerstatt \| \| \| 17,644 \| Schwenningen (Neckar) \| Schwenningen (Neckar) \| \| \| 18,642 \| Villingen-Schwenningen Eisstadion \| Villingen-Schwenningen Eisstadion \| \| \| 21,086 \| Zollhaus (Villingen-Schwenningen) \| Zollhaus (Villingen-Schwenningen) \| \| \| 23,902 \| Marbach Ost (Villingen-Schwenningen) \| Marbach Ost (Villingen-Schwenningen) \| \| \| \| von Singen (Hohentwiel) \| \| \| \| 26,787 \| Villingen (Schwarzwald) \| Villingen (Schwarzwald) \| \| \| \| nach Offenburg \| \| |                      |                                      |                                      |
| Strecke |                      | von Plochingen                       | von Plochingen                       |
| Bahnhof | 0,000                | Rottweil                             | Rottweil                             |
| Brücke über Wasserlauf |                      | Neckar                               | Neckar                               |
| Abzweig geradeaus und ehemals nach rechts |                      | nach Rottweil                        | nach Rottweil                        |
| Haltepunkt / Haltestelle | 2,507                | Rottweil Saline                      | Rottweil Saline                      |
| Kreuzung geradeaus unten (Querstrecke außer Betrieb) |                      | Bahnstrecke Balingen–Rottweil        | Bahnstrecke Balingen–Rottweil        |
| Abzweig geradeaus und nach links |                      | nach Immendingen                     | nach Immendingen                     |
| Abzweig geradeaus und nach rechts |                      | Anschluss Knauf                      | Anschluss Knauf                      |
| ehemaliger Haltepunkt / Haltestelle | 6,100                | Lauffen (b Rottweil)                 | Lauffen (b Rottweil)                 |
| Abzweig geradeaus und von rechts |                      | Anschluss Schuler Rohstoffe          | Anschluss Schuler Rohstoffe          |
| Dienststation / Betriebs- oder Güterbahnhof | 7,551                | Deißlingen                           | Deißlingen                           |
| Haltepunkt / Haltestelle | 8,177                | Deißlingen Mitte                     | Deißlingen Mitte                     |
| Bahnhof | 11,422               | Trossingen Bahnhof                   | Trossingen Bahnhof                   |
| Abzweig geradeaus und nach links |                      | nach Trossingen Stadt                | nach Trossingen Stadt                |
| ehemaliger Haltepunkt / Haltestelle | 15,000               | Mühlhausen (b Schwenningen)          | Mühlhausen (b Schwenningen)          |
| Abzweig geradeaus und von rechts |                      | Industriegebiet Rammelswiesen        | Industriegebiet Rammelswiesen        |
| Haltepunkt / Haltestelle | 16,732               | Villingen-Schwenningen Hammerstatt   | Villingen-Schwenningen Hammerstatt   |
| Bahnhof | 17,644               | Schwenningen (Neckar)                | Schwenningen (Neckar)                |
| Haltepunkt / Haltestelle | 18,642               | Villingen-Schwenningen Eisstadion    | Villingen-Schwenningen Eisstadion    |
| Haltepunkt / Haltestelle | 21,086               | Zollhaus (Villingen-Schwenningen)    | Zollhaus (Villingen-Schwenningen)    |
| Haltepunkt / Haltestelle | 23,902               | Marbach Ost (Villingen-Schwenningen) | Marbach Ost (Villingen-Schwenningen) |
| Abzweig geradeaus und von links |                      | von Singen (Hohentwiel)              | von Singen (Hohentwiel)              |
| Bahnhof | 26,787               | Villingen (Schwarzwald)              | Villingen (Schwarzwald)              |
| Strecke |                      | nach Offenburg                       | nach Offenburg                       |

Die Bahnstrecke Rottweil–Villingen ist eine eingleisige, nicht elektrifizierte Eisenbahnstrecke am Ostrand des Schwarzwalds. Sie verläuft teilweise im oberen Neckartal und verbindet Rottweil an der Bahnstrecke Plochingen–Immendingen mit Villingen-Schwenningen an der Schwarzwaldbahn. Über sie verläuft die Kursbuchstrecke 742 Rottweil–Bräunlingen/–Trossingen Stadt („Alemannenbahn“).

## Geschichte

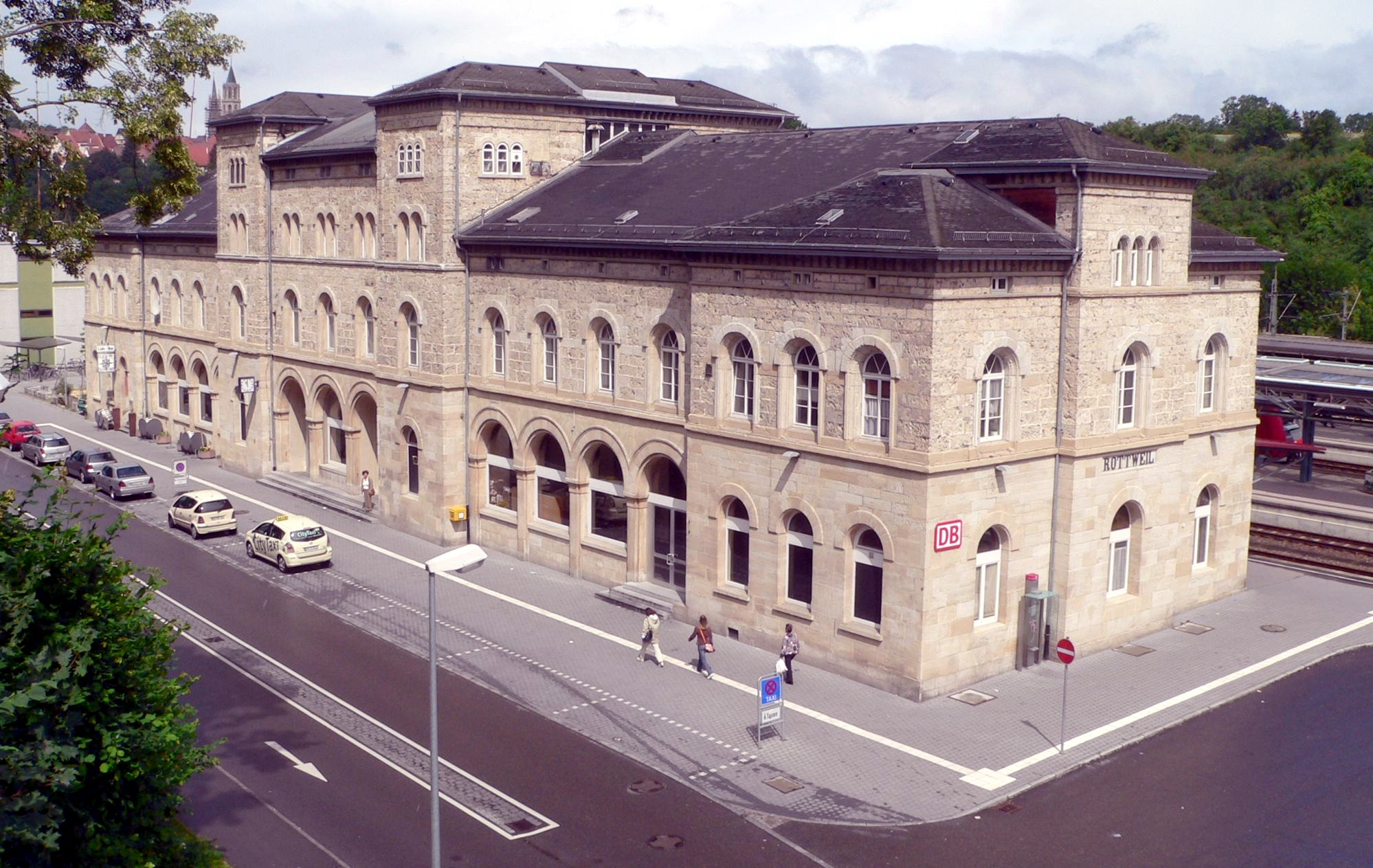
Der Bahnhof Rottweil

1865 hatten die damaligen Länder Baden und Württemberg vereinbart, ihre Eisenbahnnetze im Süden zu verbinden (siehe Geschichte der Eisenbahn in Württemberg).
Nachdem im Jahr 1868 die Eisenbahn im oberen Neckartal Rottweil und 1869 die Schwarzwaldbahn Villingen erreicht hatte, wurde am 26. August 1869 auch die 26,787 Kilometer lange Bahnstrecke Rottweil–Villingen eröffnet. Maßgeblichen Einfluss auf den Streckenverlauf hatte Johannes Bürk, Uhrenfabrikant und Landtagsabgeordneter aus Schwenningen. Bürk setzte sich erfolgreich dafür ein, dass die Bahn über Schwenningen geführt wurde. Der ursprüngliche Plan sah eine Trassenführung weiter nördlich, über Niedereschach, vor.
Da die Strecke nur ein kleines Stück bei Villingen auf badischem Gebiet verlief, wurde sie auf Grund eines Staatsvertrages vom 18. Februar 1865 allein von den Königlich Württembergischen Staats-Eisenbahnen erbaut und betrieben.
Eine wichtige Zwischenstation ist Trossingen Bahnhof. Dort zweigt seit 14. Dezember 1898 die der Stadt Trossingen gehörende elektrische Trossinger Eisenbahn zum vier Kilometer entfernt liegenden Stadtbahnhof auf der Anhöhe der Baar ab.

## Planung
Die Strecke wurde 2018 in das Elektrifizierungskonzept für das Schienennetz in Baden-Württemberg aufgenommen.
Im Rahmen des Infrastrukturprojekts Ringzug 2.0 ist es vorgesehen, die gesamte Strecke zu elektrifizieren und weiter auszubauen. Ende 2021 wurden die Grundlagenermittlung und Vorplanung für das Projekt in Auftrag gegeben. Diese Vorplanung soll 2025[veraltet] abgeschlossen werden.

## Verkehr

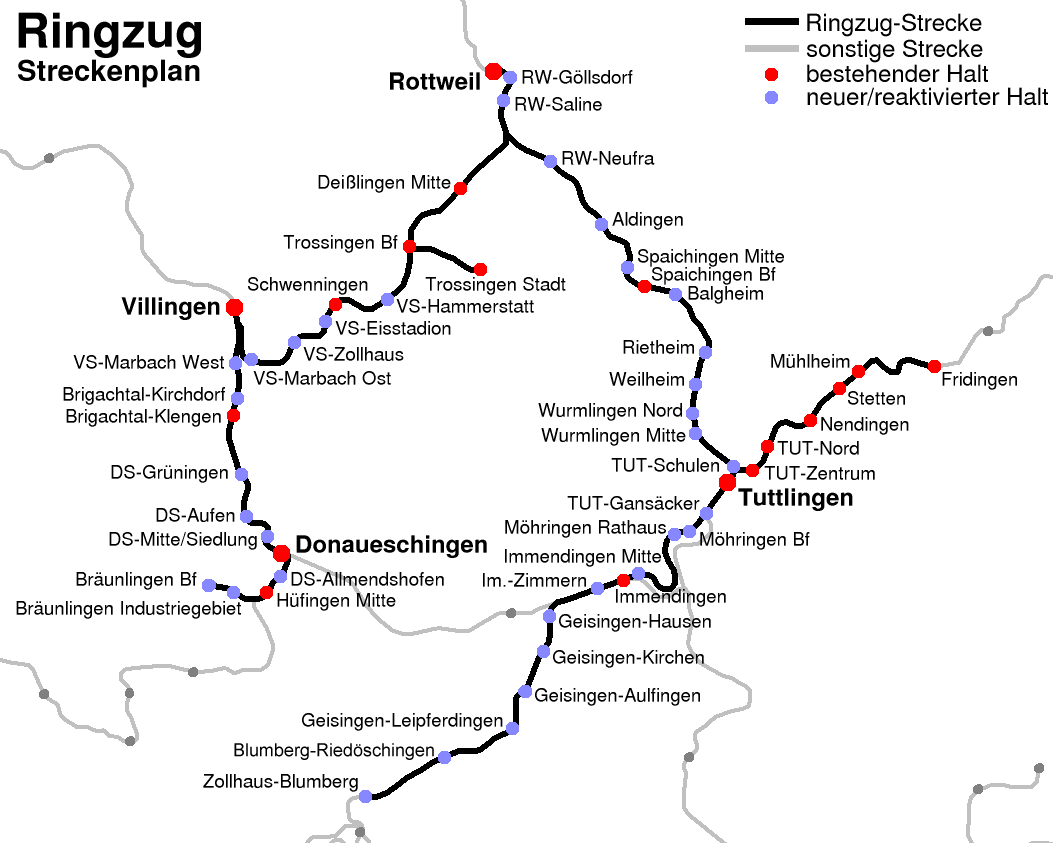
Die Bahnstrecke Rottweil-Villingen als Teil des heutigen Ringzug-Systems

Auf der Strecke verkehrt täglich im Stundentakt die Linie RB 42 des Ringzugs in der Relation Rottweil – Villingen – Bräunlingen. Oft fahren Züge dieser Linie nach Rottweil unter der Liniennummer RB 43 weiter in Richtung Tuttlingen. Die Züge haben in Rottweil günstige Anschlüsse an den (für den Nahverkehr freigegebenen) Intercity von/nach Stuttgart Hauptbahnhof sowie in Villingen günstige Anschlüsse an die Breisgau-S-Bahn von/nach Freiburg Hauptbahnhof.
Vor der Elektrifizierung der Höllentalbahn zum Fahrplanwechsel 2019/20 befuhr alle zwei Stunden ein Regional-Express der DB Regio die Relation Neustadt (Schwarzwald)–Rottweil, der zugunsten der genannten Breisgau-S-Bahn nach Freiburg eingestellt wurde. Der Ringzug befährt auch die Zweigbahn zum Trossinger Stadtbahnhof und stellt in der Hauptverkehrszeit durchgehende Verbindungen zwischen (Bräunlingen-)Villingen bzw. Rottweil und Trossingen Stadt her. Der Bahnhof Trossingen ist ein Taktknoten zur vollen Stunde, in dem günstige Übergänge zwischen den Zügen aus bzw. nach Villingen, Rottweil und Trossingen Stadt bestehen.
Nach der Elektrifizierung der Strecke ist die Einrichtung einer Metropolexpress-Linie von Villingen über Rottweil nach Stuttgart geplant.